# 布布尼夫卡 (納爾凱維奇市鎮)
49°32′25″N 26°35′26″E / 49.54028°N 26.59056°E
布布尼夫卡（烏克蘭語：Бубнівка）是位於烏克蘭西部的村莊，由赫梅利尼茨基州裡赫梅利尼茨基區的納爾凱維奇市鎮負責管轄。該村始建於1569年，面積4.67平方公里，海拔高度310米，2001年人口1,099，人口密度每平方公里235.3人。